# Systems

Logo der Systems

Die Systems (Eigenschreibweise: SYSTEMS) war eine Informations- und Telekommunikations-Fachmesse und fand jährlich in München statt. Veranstaltungsort war seit 1998 die Neue Messe München in der Messestadt Riem. Veranstalter war die Messe München GmbH. Erstmals ausgerichtet im Jahr 1969 war die Systems zusammen mit der Mailänder smau die älteste IT-Fachmesse der Welt. Bis 1995 wurde die Ausstellung im Zwei-Jahres-Rhythmus abgehalten. In ihren besten Jahren erreichte die Messe ein vergleichbares Gewicht wie die CeBIT in Hannover, aber nie deren Größe, da zunächst das alte Messegelände in München kein Wachstum mehr zuließ und bald nach dem Umzug 1998 auf das neue Messegelände in Riem der große Crash der IT-Branche einsetzte.
Die Messe behauptete von sich, sich gut erholt zu haben von den Jahren nach der Dotcom-Blase und auch frühzeitig mit der Umstrukturierung begonnen zu haben. Seit 2001 verfolgten die Fachbesuchermesse Systems und die Fach- und Publikumsmesse CeBIT unterschiedliche Konzepte. Während die CeBIT als Weltleitmesse im Bereich Information und Telekommunikation und als „Schaufenster der Branche“ gesehen wird, bezeichnete sich die Systems als „Arbeitszimmer der Branche“. Zielgruppe war der Mittelstand, und die meist nur nationalen Aussteller kamen aus den Bereichen Lösungen, Software, Schulung und Forschung. Der erfolgreichste Teil der Veranstaltung war die sogenannte Security-Halle; die fest an einen Verlag vermietete Halle wurde nicht durch die Messe München belegt.
In den IT-Boom-Jahren wurde das gesamte Messegelände für die Aussteller benötigt. Nach einem Ausstellermaximum im Jahr 2000 hatte sich die Belegung bis 2005 auf gut vier Hallen reduziert. Bis 2006 wurden wieder sechs Hallen belegt, im Jahr 2007 ging es dann wieder zurück auf fünf Hallen bei gleichzeitiger Verkürzung der Messedauer auf vier Tage.
Die letzte Systems fand vom 21. bis 24. Oktober 2008 in der Neuen Messe München statt. Am 22. Oktober 2008 wurde auf einer Pressekonferenz bekannt gegeben, dass die Systems 2008 die letzte gewesen sein wird.
| Jahr | Besucher | Aussteller |
| ---- | -------- | ---------- |
| 1995 | 110.000  | 1.756      |
| 1996 | 102.000  | 1.731      |
| 1997 | 110.000  | 1.775      |
| 1998 | 126.000  | 2.371      |
| 1999 | 133.000  | 2.749      |
| 2000 | 147.000  | 3.251      |
| 2001 | 121.000  | 2.165      |
| 2002 | 76.000   | 1.670      |
| 2003 | 74.000   | 1.300      |
| 2004 | 65.859   | 1.229      |
| 2005 | 58.500   | 1.251      |
| 2006 | 53.000   | 1.260      |
| 2007 | 42.000   | 1.106      |
| 2008 | 39.000   | 1.061      |

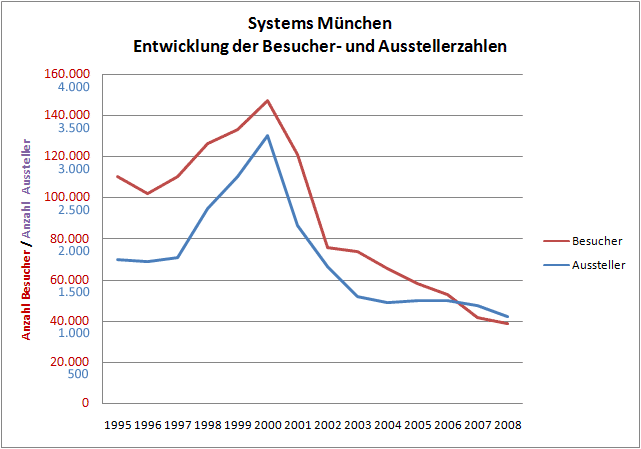
Entwicklung der Besucher- und Ausstellerzahl von 1995 bis 2008

Die Security-Halle wurde vom 13. bis 15. Oktober 2009 erstmals als eigenständige Veranstaltung it-sa in Nürnberg fortgeführt und hatte 6.600 Fachbesucher.
Die Messe München veranstaltete für den 20. bis 22. Oktober 2009 die discuss & discover als Nachfolgeveranstaltung der Systems. Die Besucherzahlen lagen mit 6000 unter den Erwartungen des Veranstalters und unter den Vorjahresbesucherzahlen der Systems.
Mit der Communication World veranstaltete die Messe München 2011 eine Business-Plattform, die von 2002 bis 2008 als begleitender Kongress zur SYSTEMS am Standort München durchgeführt wurde. Die Kongressmesse fand 11.–12. Oktober 2011 im M,O,C, in München statt. Fokussiert werden die Themen mobile Strategien und Technologien sowie mobile Lösungen für Mitarbeiter und zur Kundenansprache. Gezeigt würden auch mobile Lösungen im Branchenkontext, zum Beispiel aus den Bereichen Automotive, mobile Verwaltung und Tourismus oder Lösungen für Handel, Banken und Versicherungen.